# Museo della casa contadina
Il Museo della casa contadina è un museo etno-antropologico situato a Bolognetta.

## Storia
Dedicato al recupero della locale tradizione etno-antropologica e istituito nel 1985, il Museo della casa contadina di Bolognetta conserva le caratteristiche tipiche della struttura della casa contadina di inizio 900, la cosiddetta casa terrana, dove, nell'unico grande ambiente, sono raccolti, oltre agli arredi e alle suppellettili, i tipici oggetti relativi alla cultura materica agricola utilizzati sino a qualche decennio fa nell'ambito dei cicli agricoli del grano, dell'uva e dell'olio, colture portanti dell'economia della Bolognetta di una volta.
Nell'agosto-settembre 1983 il Centro iniziative culturali con la collaborazione del Servizio Museografico della Facoltà di lettere e filosofia dell'Università degli studi di Palermo organizzò la mostra "Vita e lavoro contadino a Bolognetta" che fu visitata da circa duemila persone provenienti da tutta la provincia. A conclusione dell'inaugurazione il prof. Antonino Buttitta, etnologo e antropologo, propose al Comune di acquisire una casa contadina da conservare come memoria delle abitazioni di un tempo. L'amministrazione comunale acquistò la casa della signora Onofria Sinagra, dove avevano vissuto lei, il marito ed undici figli. Il Museo fu inaugurato nell'agosto 1989.

## Edificio
Il museo è ospitato in un edificio ad unica elevazione e privo di finestre, che presenta nel prospetto principale un'importante grondaia in coppi dai profili obliqui, caratteristica peculiare delle locali case contadine di un tempo. Alla porta a 2 ante se ne addossa un'altra più bassa, che aveva la funzione di chiudere lasciando entrare abbondante luce. Entrambi gli ingressi mostrano l'apertura della "Jattalora", foro realizzato per il passaggio degli utili felini.

## Sale espositive

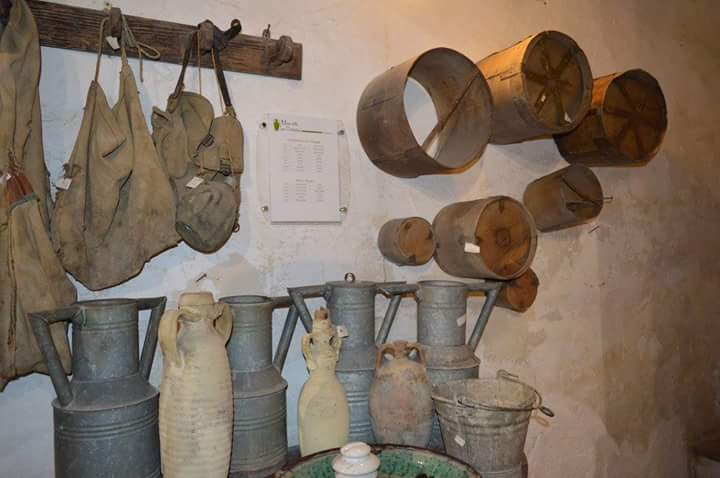
Casa museo interno 1

Le sale del museo si dispongono in due piani: piano terra e soppalco che ripropongono la tipica abitazione contadina del novecento, con una superficie di 60 m². Prodotto della architettura spontanea la casa terrana colpisce per l'incredibile razionalità di spazi e mobilia. Entrando subito sulla sinistra è la "tannura" composita struttura in mattoni che comprende il grande forno in refrattari per la cucina dei pani e delle pietanze voluminose, ed il piccolo forno dove si riscaldavano o cuocevano alimenti di scarse dimensioni. Attigua la tannura è la mangiatoia-stalla per l'asino e il mulo, che avevano anche la funzione di riscaldamento "Naturale" degli ambienti. nei pressi venivano ricoverati durante la notte anche i piccoli animali da cortile che di giorno erano posti in libertà davanti alla porta o chiusi in un' "argia", una rozza gabbia in legno e fil di ferro. Nei pressi sono i contenitori coi quali le donne si recavano alla fonte ad approvvigionarsi d'acqua: i "quartari e i bummari", recipienti in terracotta e i "lanceddi" in alluminio e zinco. Il funzionale tavolo rotondo era realizzato in due esatte porzioni di cerchio divisibili e addossabili alle parerti per ovvie ragioni di spazio. Sulla destra nell'unico vano è il "parmentu", insolita struttura multiuso. Sul grande contenitore in muratura rettangolare per il grano realizzato sul pavimento si sistemavano i "tavuli", il tutto diveniva letto matrimoniale ricoperto dai materassi di lana, di crini o di pagliericcio. Sempre sulla parte di destra rispetto all'ingresso è l'elemento onnipresente all'interno delle case terrane, la "sena" una credenza a muro con mensole terminante con un arco, ove venivano riposte suppellettili in ceramica o vetro. Per la biancheria veniva utilizzato il "cantarano", che spesso era l'unico mobile della casa terrana. Altro oggetto tipico è l'"arbitriu", il rudimentale, ma efficace, macchinario per la pasta. La superficie calpestabile della stanza è ampliata dalla presenza dell'importante soppalco, "u sularu", in tavolato di legno e canne dove dormiva la prole e si conservavano tutti gli attrezzi del lavoro, il fieno e perfino il raccolto. La casa-museo, ricca di molti altri oggetti è corredata di mostra fotografica su cicli del grano e della vite, diviene un'essenziale strumento di indagine socio-economica sulla realtà agreste dell'otto-novecento bolognettese siciliano.